# Алоизий Гонзага
Вижте пояснителната страница за други личности с името Луиджи Гонзага.
Алоизий Гонзага (на италиански: Luigi Gonzaga, Луиджи Гонзага; * 9 март 1568, Кастильоне деле Стивиере; † 21 юни 1591, Рим, Папска държава) от рода Гонзага (кадетски клон Гонзага ди Кастел Гофредо, Кастильоне и Солферино) е светец на Римокатолическата църква, йезуитски монах, покровител на младежите и студентите.

## Произход
Той е пай-голямото дете на Феранте Гонзага ( * 1544; † 1586), кондотиер и първи маркиз на Кастильоне, и на съпругата му дона Марта Тана ди Сантена от Киери (* 1550; † 1605). Негови дядо и баба по бащина линия са Алоизио Гонзага, кондотиер и господар на Кастел Гофредо, Кастильоне и Солферино, и Катерина Ангуисола, а по майчина – Джан Джакомо Ангуисола и Анджела Радини Тадески. Баща му е братовчед на Софонизба Ангуисола. Има шест братя и една сестра:
- Родолфо (* 1569; † 1593), втори маркиз на Кастильоне, маркиз на Кастел Гофредо, съпруг на Елена Алипранди;
- Феранте (* 1570 † 1577);
- Карло (Дидако) (* 1572, † 1574);
- Изабела (* 1574, † 1593), придворна дама в испанския двор;
- Франческо (* 1577; † 1616), трети маркиз на Кастильоне, съпруг на Бибиана фон Пернщайн;
- Кристиерно (* 1580; † 1630), маркиз на Солферино, съпруг на Марчела Маласпина;
- Диего (* 1582, † 1597).

## Биография

### Ранни години
Роден е в семейния замък в Кастильоне. Кръстен е на 20 април 1568 г. от енорийския свещеник Джамбатиста Пасторио в църквата „Свети Назарио и Челсо“ (днешна катедрала в Кастильоне), приемайки името на дядо си Азолизио. Негов кръстник е братовчед му Просперо Гонзага ди Луцара.
Като наследник на титлата „маркиз“ той е обучаван на воено дело от ранно детство, а на 5-годишна възраст Феранте го взема със себе си. На 7-годишна възраст обаче се случва неговото обръщане от света към Бога, както самият той го определя: чувствайки се призван да посвети живота си на Господа, той засилва молитвата си, като всеки ден на колене рецитира седемте покаятелни псалма и молитвата за Богородица.
През 1576 г., поради епидемия във феодално владение, той е преместен заедно с по-малкия си брат Родолфо във Флоренция, при великия херцог на Тоскана Франческо I де Медичи, за да бъде далеч от чумата, но и за да живее в изискан двор, подобаващ на ранга му. В базиликата „Сантисима Анунциата“  той дава обет за вечно целомъдрие.
Три години по-късно той е преместен в двора на Мантуа, където през 1585 г. се отказва от титлата на бъдещ маркиз на Кастильоне в полза на брат си Родолфо. През 1580 г. получава първото си причастие от Карло Боромео по време на посещението му в епархията на Бреша (към която по това време принадлежи Кастильоне).
През 1581 г. отива в Мадрид за две години, като почетен паж на принц Диего Феликс Австрийски (баща му е на служба при Филип II Испански). В Мадрид изучава логика, философия, теология и математика, демонстрирайки преждевременната си интелигентност.

### Религиозен живот
Той изучава литература, наука и философия, чете духовни текстове и мисионерски доклади, моли се и узрява в решението си да стане йезуит. Въпреки съпротивата на баща си, който първоначално е против (той го изпраща по различни дворове, надявайки се, че блестящият живот ще го накара да се откаже от намерението си), на 17-годишна възраст (на 25 ноември 1585 г.) постъпва в послушниците на Обществото на Исус в Рим. Учи теология и философия. В Рим сред неговите учители и духовен ръководител е Свети Роберто Белармино. Докато е в столицата, научава новината за смъртта на баща си, която настъпила на 13 февруари 1586 г.
Напуска Рим през септември 1589 г. по молба на майка си и на Елеонора Австрийска, херцогиня на Мантуа, и се завръща в родния си град, за да се опита да посредничи по въпроса, свързан с наследяването на Маркграфство Солферино, след смъртта на чичо си Орацио Гонзага, между брат си Родолфо, чичо си Алфонсо, маркиз на Кастел Гофредо, и херцога на Мантуа Винченцо I Гонзага, които спорят за разделянето на територията. Неговата намеса приключва през февруари 1590 г., когато се завръща в Милано, за да продължи обучението си, докато чака да се върне в Рим през май същата година.
През 1590/1591 г. серия от инфекциозни заболявания убиват хиляди хора в Рим, включително папите Сикст V и Урбан VII. Алоизио, заедно със Свети Камило де Лелис и някои братя йезуити, работят усилено, за да помогнат на най-нуждаещите се. Тъй като е болен известно време, той трябва да се посвети само на случаи без доказателства за зараза, но един ден, след като намира болен от чума мъж на улицата, го взема на раменете си и го завежда в болницата „Консолационе“. Няколко дни по-късно той почива само на 23 години. Тялото му е погребано в църквата „Сант'Иняцио“ в Рим, в разкошния бароков олтар от Андреа Поцо и Пиер Легро, докато черепът му е запазен в базиликата, кръстена на него, в Кастильоне деле Стивиере. Челюстта му се съхранява в църквата-майка в Розолини, провинция Сиракуза.

## Култ
Празникът на Свети Алоизий се чества на 21 юни, датата на смъртта му.
Той е беатифициран 14 години по-късно от папа Павел V на 19 октомври 1605 г. На 31 декември 1726 г. той е канонизиран заедно с друг йезуит, Свети Станислав Костка, от папа Бенедикт XIII. Самият папа го обявява за защитник на студентите през 1729 г. През 1926 г. е обявен за покровител на католическата младеж от папа Пий XI. През 1991 г. папа Йоан Павел II го обявява за покровител на болните от СПИН. През 1605 г. Алоизий Гонзага е причислен към блажените, а през 1726 – към светците. 

## Иконография
В изкуството Свети Алоизий е изобразяван като млад мъж, облечен в черно расо и стихар, или като паж. Неговите атрибути са лилията, която се отнася до неговата непорочност, кръстът, който се отнася до благочестието и жертвоготовността му, черепът, който се отнася до преждевременната му смърт, и броеницата, която се отнася до предаността му към Пресвета Дева Мария.
Решаващ принос в предоставянето на иконографски схеми за почитането на този светец може да се отдаде на брешанския художник Пиетро Скалвини, който през живота си получава множество поръчки за възпроизвеждане на аспекти от живота и изображенията на светеца.
- Свети Алоизий Гонзага
- Светецът в типично романтичен стил, без нарушения на каноничната иконография, Марчело Баскенис, 1880
- Освещаване на Свети Алойзий Гонзага за покровител на младежта, Франсиско Гоя, 1763
- Призванието на Свети Алойзий Гонзага, Гуерчино, 1650
- Статуя на светеца в Оломоуц
- Статуя на светеца в църквата в Хоргенцел
- Свети Алоизий Гонзага в слава, Джовани Батиста Тиеполо
- Свети Карло Боромео (вляво)  св. Алоизий Гонзага молят Дева Мария, Агостино Бонизоли, 1695
- Свети Алойзий Гонзага обожава разпятието, Пиетро Скалвини, 1765
- Мадона с младенеца и светците Алойзий Гонзага и Станислав Костка, Джузепе Мария Креспи, 1726-1740
- Свети Филип Нери и Свети Алойзий Гонзага в слава, Биаджо Белоти, 1749-1751
- Свет Алозий Гонзага, Франческо Нуволоне, 1608-1665
- Дървена глава на светеца, Джузепе Фраталоне, 1832-1874

## Конгрегация на Свети Алоизий
Като покровител на ученолюбивата младеж Свети Алойзий Гонзага е патрон на множество религиозни конгрегации, посветени специално на обучението и християнското образование на младежите: Братята на Свети Алойзий Гонзага, основани в Нидерландия през 1840 г., Сестрите Облатки на Свети Алойзий Гонзага, основани в епархията на Алба през 1815 г., Маестре Луиджине от Парма, частично слята с Доминиканските сестри на Блажена Имелда през 2002 г. В Парма, сестрите Маестре Луиджине продължават образователната традиция на основателката Роза Орци и основателя отец Джузепе Еудженио Порта. Те са малка религиозна общност с епархийско право, която действа в образователната област, особено с университетския пенсион „Сан Луиджи“.

## Наследство
- Алоизианум в Галарате и Падуа – йезуитският университетски институт за философски изследвания, бивш Папски философски факултет, посветен на него, тъй като Алоизий е „Луиджи“ на латински;
- Университет „Гонзага“ в Спокейн, САЩ, кръстен в негова чест;
- Във Вашингтон, окръг Колумбия, гимназия „Гонзага Колидж“ към Вашингтонската семинария, както първоначално е  наричана, започва обучение за миряни през 1821 г. и е преименувана на „Гонзага Колидж“. Гимназия е католическо подготвително училище за момчета на възраст 9-12 години;
- В Дъблин, Ирландия, колеж „Гонзага“ – йезуитско средно училище за момчета;
- В Джабалпур, Индия, средно училище „Свети Алойзий“;
- В Болоня, колеж „Сан Луиджи“, комплексен институт;
- В Палермо, Институт „Гонзага“ – частно училище, основано от Обществото на Исус през 1919 г. и принадлежащо към мрежата от йезуитски колежи в Евро-средиземноморската провинция;
- В Орбасано, Италия – болница „Сан Луиджи Гонзага“, многопрофилна болница с национално значение, в която се помещават два курса за получаване на специалност, изследователски лаборатории и регионален антидопингов център;
- В Кастильоне деле Стивиере, Италия, не след дълго след смъртта на Луиджи, на празника му през 1608 г., трите дъщери на брат му Родолфо – Чинция, Олимпия и Гродония, основават общност от жени, посветени на образованието, под официалното име „ Благородните девици на Исус“ . Общността изчезна през 2022 г. със смъртта на последната все още жива посветена жена.